# Любимые песни Рамзеса IV
«Любимые песни Рамзеса IV» — восьмой «естественный» альбом группы «Аквариум», первый альбом (после выпуска альбома «Равноденствие»), выпущенный под названием «Аквариум».
Борис Гребенщиков об альбоме:
Наверное, задули новые ветра. Вдруг, как гром среди ясного неба, снова появилось загадочное присутствие по имени «Аквариум» со словами — «Пора опять собирать группу и играть сами знаете что».
(Гребенщиков, Б. Б. Краткий отчет о 16-ти годах звукозаписи.1997..)
Первыми песнями, написанными для этого альбома стали «Лётчик» и «Царь сна (Отход на север)» ещё во время гастролей «БГ-Бэнда» весной 1992 года. После создания нового «Аквариума» в сентябре того же года группа отправилась в тур, во время которого были написаны песни, составившие альбом с эпиграфом «Три самые выдающиеся личности в истории мирового рок-н-ролла — это Будда, Рамзес IV и то существо, которое вдохновляло Beatles».
Альбом, по совету Сергея Курёхина, группа решила записать на студии «Ленфильма», что сказалось на качестве звука в худшую сторону, поскольку принцип работы студийного пульта звукозаписи «Моцарт» не был известен до конца как ленфильмовским, так и аквариумным звукорежиссёрам Мартисову и Гончарову. В итоге на студии удалось только записать инструменты и вокал, которые пришлось отнести для сведения на студию «Мелодия» к опытному звукорежиссёру Юрию Морозову.

Альбом был выпущен в 1993 году на грампластинке и компакт-диске.

## Участники записи
- БГ — голоса и гитары
- Лорд А. Рацен — барабаны
- Александр Титов — бас
- Дед Василий — инструменты с использованием клавиш и воздуха
- Алексей Вихарев — таблы и бубны
- А. П. Зубарев — гитары и ситар
- Индеец О. Гончаров — маковый стебель

А также:
- И. Шнеерова — клавесин
- Андрей Решетин — скрипка
- В.Цимбал — тромбон
- Детский хор п/у С.Наумовича
- Д.Валевин — труба
- Струнное трио: О.Шубина (скрипка), Н.Сыромятникова (альт), П.Короленко (виолончель).

Аранжировка духовых и струнных: А.Зубарев и О.Сакмаров.

## Список композиций
Музыка и текст во всех песнях — БГ, кроме специально отмеченных
1. Лётчик (5:28)
2. Науки юношей (4:13)
3. Іерофант (3:18)
4. Как нам вернуться домой (3:58)
5. Королевское утро (2:31)
6. Царь сна (10:40)
7. Назад к девственности (1:25)
8. Отец Яблок (7:05)

### Бонус-треки
Присутствуют на диске «Антология — XIII. Любимые песни Рамзеса IV»
1. Opera Backwards (2:58) (Б.Гребенщиков, С.Курёхин — Б.Гребенщиков)
2. Talk with me (5:34) (Б.Гребенщиков, С.Курёхин — Б.Гребенщиков)
3. Отблеск тебя (5:10) (Б.Гребенщиков, С.Курёхин — Б.Гребенщиков, С.Курёхин)

## Переиздания
- 2003 год — альбом переиздан на CD в рамках проекта «Антология». В этом издании добавлены бонус-треки.

## Факты
- Тампура и ситар для записи альбома был предоставлен обществом Саи Бабы.
- Рамсес IV (или Рамзес IV) — фараон XX династии, по словам Гребенщикова, известен тем, что о нём ничего не известно:

Рамзес IV известен только тем, что про отца его известно все, а про него ничего неизвестно. Я ломанулся (и прорвался-таки!) в его гробницу, куда никого не пускают. Меня все отговаривали: «Нет! К нему не надо ходить». И гробница его представляет собой исключительное зрелище. Единственная гробница, куда вломились копты в каком-то веке, сбили все, до чего они могли дотянуться, и расписали своими крестами. Единственная гробница! Я спрашивал у всех — только там. Там замечательная богиня ночи, огромная, а все, что ниже этого уровня, сбито. Больше о Рамзесе IV ничего неизвестно. С Рамзесом я попал.
(Из интервью БГ для журнала «Ваш досуг». Январь 2002.)
- Композицию «Лётчик» через некоторое время после записи альбома перемастерили для французского сборника «Boris Grebenchikov & Aquarium 1991—1994».
- Песня «Іерофант» в её первоначальном варианте была написана Гребенщиковым ещё в начале 80-х и исполнялась со следующим примерным текстом:

Колдует дьявол в чёрной тишине

И гасит золотящиеся свечи,

Увы, таков удел ему отмечен:

Покоиться на поседевшем пне.

С новым текстом песня была впервые исполнена на концерте в Липецке 9 декабря 1992 года.
- Песни «Как нам вернуться домой» и «Королевское утро» были написаны ещё в конце 1980-х годов и впервые записаны в виде демо во время записи альбома «Radio London» 1990 году (эти записи вышли позднее в альбоме «Кунсткамера»).
- «Отец яблок» в переводе на казахский язык будет звучать как Алматы (название крупнейшего города Казахстана)[4]. В этом городе она и была написана, а по приезде в Петербург сразу же пошла на плёнку без предварительного обыгрывания на концертах.
- В альбоме должна была также выйти песня «Дубровский», написанная на гастролях в Смоленске, но вышла гораздо позже в альбоме «Снежный лев».
- Все три бонус-трека к альбому — это пробные записи песен из совместного «Детского альбома» Гребенщикова и Курёхина, запись которого велась в 1991/92 годах. Альбом так и остался незаконченным ввиду несогласий между авторами и продюсером и вышел в этом виде после смерти Курёхина в 1996 году. От песен «Talk with me» и «Отблеск тебя (Glimpses of you)» осталась только музыка, а текст был полностью изменён и песни стали называться соответственно «Мой сурок» и «Слон и соловей». Изначальные (англоязычные) версии 4-х песен были найдены только в 2001 году и тогда же опубликованы на официальном сайте группы «Аквариум» под названием «Песни шахматистов прошлого столетия».
- В песне «Отец яблок» использована тема из песни «On with the Show» группы The Rolling Stones из альбома 1967 года «Their Satanic Majesties Request»[5].